# Museo provinciale delle tradizioni popolari
Il Museo provinciale delle tradizioni popolari "Abbazia di Cerrate"  è un museo artistico di Lecce.
Il museo è allestito nei locali adiacenti alla duecentesca abbazia di Santa Maria di Cerrate, in località Casalabate a circa 7 km dalla città.
Il percorso museale comprende due sezioni. La prima ripropone sculture e frammenti architettonici del romanico pugliese, provenienti dall'abbazia. La seconda sezione è invece dedicata agli oggetti, alle tradizioni rurali e artigianali del territorio salentino: gli strumenti del lavoro contadino, le ceramiche, le terrecotte e una serie di statue in cartapesta.
In alcuni locali sono perfettamente ricostruiti gli ambienti domestici delle case popolari del Salento, tra cui la cucina completamente attrezzata, la camera da letto con le sue suppellettili e la stanza dei telai dove le donne tessevano preziosi tessuti.
Da segnalare è la presenza di due frantoi e di alcune vasche per la macina delle olive nella loro posizione originaria.